# Regno di Rattanakosin
Il Regno di Rattanakosin (in thailandese อาณาจักรรัตนโกสินทร์, Anachak Raratnakosintha; [āːnāːt͡ɕàk ráttanákōːsǐn] ), detto anche Regno del Siam, fu il quarto grande regno dei siamesi nell'odierna Thailandia ed ebbe come capitale Rattanakosin, il vecchio nome di Bangkok.
Il termine Rattanakosin in lingua thai significa città del gioiello e fu il nome dato all'allora villaggio di Bangkok, quando fu trasformato nella capitale del nuovo regno. Il gioiello, palladio della monarchia siamese, è la veneratissima sacra statua del Buddha di Smeraldo, che fu trasferita nel 1785 nella cappella Wat Phra Kaew del nuovo Grande palazzo reale dal monarca Rama I, che fu così fondatore del regno e della città di Rattanakosin, nonché della dinastia Chakri che tuttora guida il paese.
Il Regno di Rattanakosin fu preceduto dai regni di Sukhothai (dal 1238 al 1438), di Ayutthaya (dal 1351 al 1767), e di Thonburi (dal 1767 al 1782). Fu una monarchia assoluta e durò fino al 1932 quando, con la concessione della costituzione, divenne il Regno Costituzionale del Siam.

## Fine dei regni di Ayutthaya e Thonburi
L'ultimo periodo di splendore per il Regno di Ayutthaya fu quello legato al monarca Borommakot, che morì nel 1758. Gli succedettero, nell'ordine, i due figli Uthumphon, il cui regno durò pochi mesi, ed Ekathat, la cui inettitudine portò all'inevitabile declino. Ne approfittarono i secolari nemici birmani, il cui nuovo re Hsinbyushin inviò un imponente esercito ad assoggettare i siamesi. Dopo un lunghissimo assedio Ayutthaya capitolò l'8 aprile 1767, i birmani rasero al suolo la capitale ed il re Ekathat morì mentre cercava di fuggire. Finiva così dopo 416 anni il glorioso regno di Ayutthaya.
I birmani non poterono effettuare un'occupazione capillare del paese: il grosso delle truppe dovette tornare in patria per arginare un'invasione cinese ed in Siam seguì quindi un periodo di caos e di anarchia; il paese allo sbando si spaccò in sei zone controllate da signori della guerra. Uno di questi fu Phraya Taksin, un eroico generale scampato all'assedio di Ayutthaya, che sottomise la zona costiera ad est di Bangkok ed organizzò la riscossa siamese. Mise assieme un'armata di 5.000 uomini, alla testa dei quali marciò sulla vecchia capitale dove, il 7 novembre 1767, sbaragliò le truppe birmane rimaste a presidiarla. A soli sette mesi dalla disfatta i siamesi erano riusciti a scacciare il nemico.

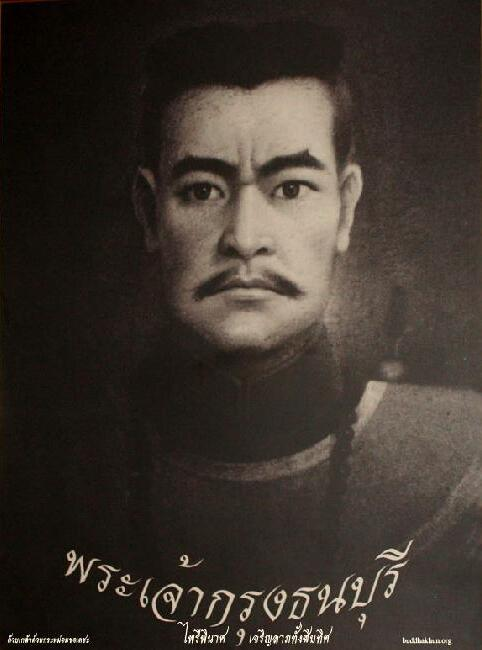
Un ritratto di Taksin dipinto da un missionario francese.

Acclamato re dai suoi uomini, Taksin constatò le difficoltà di ricostruire Ayutthaya e trasferì la capitale a Thonburi, 70 km più a sud, sulla riva destra del fiume Chao Phraya di fronte all'odierna Bangkok, che a quei tempi era un piccolo villaggio. Cominciò da qui la riunificazione del paese. Un parente di re Ekathat, il principe Teppipit, si era insediato sul trono di Phimai e aveva preso il controllo della zona di Nakhon Ratchasima nel nord est. In virtù delle sue discendenze reali si rifiutò di riconoscere Taksin come nuovo re del Siam. Questi inviò un esercito che sottomise e si annetté il regno di Phimai, il principe Teppipit fu giustiziato. Dopo questa impresa Taksin si fece incoronare il 28 dicembre 1768 col titolo di re Boromaraja IV, anche se tutti continuarono a chiamarlo "Re Taksin". Era nato, sulle ceneri del regno di Ayutthaya, il nuovo regno di Thonburi.
Sulle ali dell'entusiasmo, negli anni seguenti Taksin continuò la serie di successi militari: portò a termine l'unificazione del paese, respinse tutti i tentativi birmani di riconquistare il Siam, riconquistò la maggior parte del Regno Lanna del nord, sottraendolo alla secolare occupazione birmana, sconfisse ed occupò i tre regni laosiani di Champasak, Vientiane e Luang Prabang, costrinse al vassallaggio alcuni sultanati malesi e sottomise la Cambogia.
Nel corso di queste guerre i suoi principali collaboratori furono due suoi amici d'infanzia: i generali e fratelli Thong Duang e Bunma. Per i meriti acquisiti sui campi di battaglia, Taksin conferì loro diverse onorificenze, tra cui Somdet Chao Phraya Maha Kshatriyaseuk (duca e primo ministro) per Thong Duang, e Chao Phraya Surasi (principe e governatore di Phitsanulok) per Bunma. Dopo la vittoriosa campagna di Vientiane, Thong Duang riportò in Siam la veneratissima sacra statua del Buddha di Smeraldo, che divenne il palladio della monarchia.
Nel 1781, dopo aver spedito in Cambogia un esercito agli ordini dei due fratelli, Taksin cominciò a dare i primi segni di squilibrio mentale e di fanatismo religioso, e cominciarono a sommarsi le testimonianze dei suoi episodi di demenza; con la Birmania alle porte il Siam aveva bisogno di un monarca forte e si cominciò a mettere in dubbio che lui lo fosse.
Le condizioni di miseria che avevano fatto seguito alle guerre avevano prostrato il paese, si erano moltiplicati i crimini nelle strade e la corruzione tra le file dell'amministrazione e dell'esercito. Taksin fece giustiziare diversi alti ufficiali, creando un crescente malcontento delle truppe. L'atmosfera a Thonburi era talmente tesa da sfociare nel colpo di Stato del 1782, guidato da Phraya San, che occupò Thonburi e costrinse il re a lasciare il trono e a rifugiarsi in un monastero. Il generale Somdet Chao Phraya Chakri si trovava a combattere in Cambogia, e quando venne a sapere dell'accaduto tornò subito a Thonburi alla testa di un esercito. Restaurò la pace, eseguendo arresti e punendo gli autori del colpo di Stato e, secondo le fonti locali, decise di mettere a morte il vecchio amico Taksin, che fu decapitato il 6 aprile del 1782. Lo stesso giorno si proclamò re del Siam.
Dopo soli 14 anni aveva termine il Regno e la dinastia di Thonburi, che ebbero come unico monarca l'eroe nazionale Taksin.

## Regno di Rattanakosin

Emblema della dinastia Chakri

Con l'acclamazione a re di Chao Phraya Chakri il 6 luglio 1782, era nato il Regno di Rattanakosin, nome che fu mantenuto fino al 1932, e la dinastia Chakri, che tuttora regna con re Vajiralongkorn, detto anche Rama X. Ancora oggi il 6 luglio è un giorno di festa nazionale chiamato giorno dei Chakri.

### Rama I (Regnò dal 1782 al 1809)

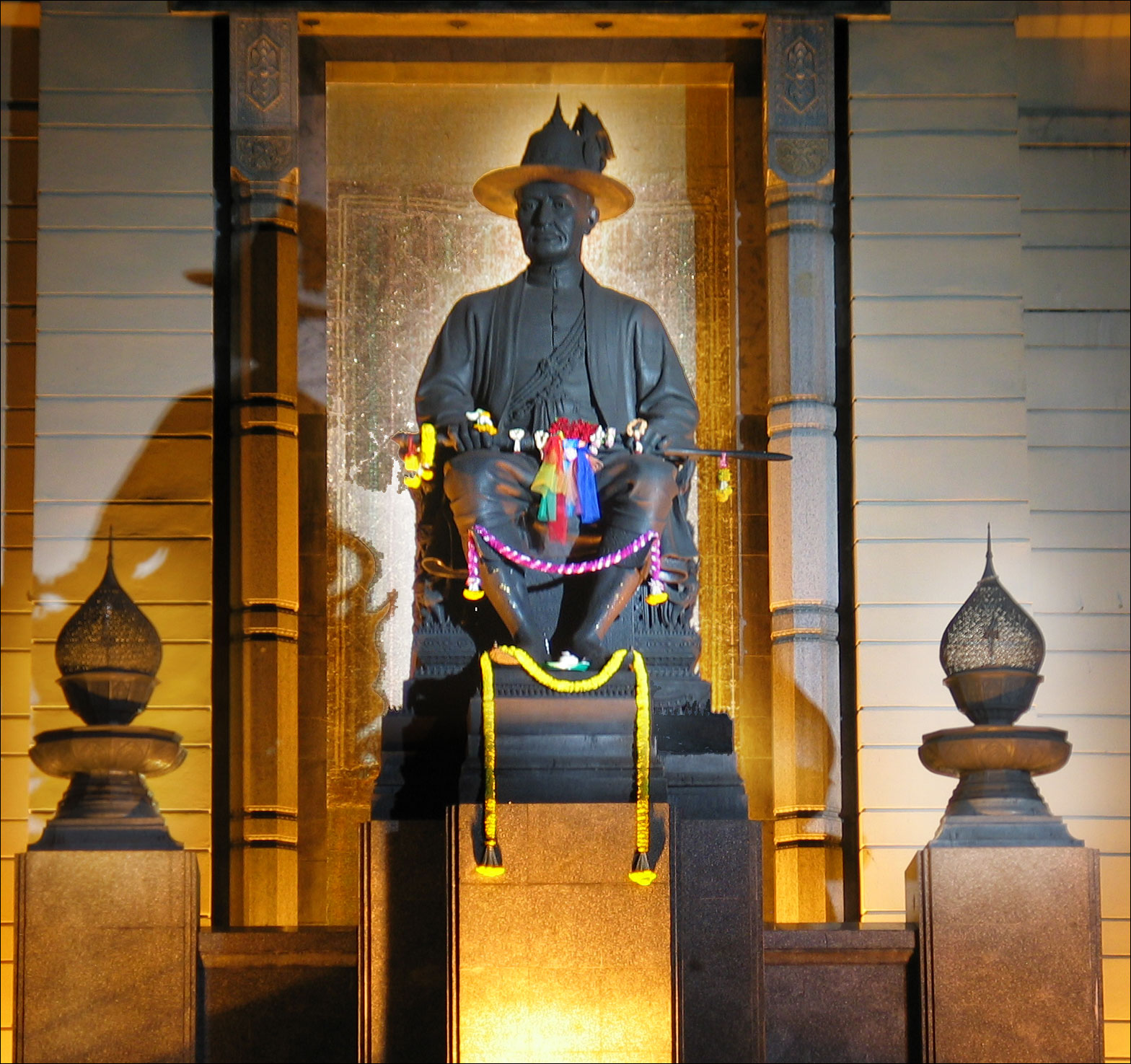
Statua di Rama I nei pressi del Phra Buddha Yodfa Memorial Bridge, Bangkok (1932)

Thong Duang nacque ad Ayutthaya nel 1736 e si fece proclamare re il 6 aprile 1782 col nome di Somdet Chao Phraya Chakri, molti anni dopo la sua morte avrebbe ricevuto i nomi regali di Buddha Yodfa Chulaloke e Rama I il Grande. Trasferì la capitale sulla sponda orientale del Chao Phraya, e scelse il villaggio di Bangkok che era di fronte a Thonburi. Tra i vari motivi che determinarono questa scelta ci fu l'esigenza di proteggersi dai birmani che venivano da ovest: gli eventuali assalti avrebbero trovato difficoltà ad attraversare l'ampio fiume. Inoltre Rama I voleva ricostruire un Siam nuovo dalle fondamenta, proiettato verso una nuova era. Il re diede alla nuova città il nome di Rattanakosin (che significa "la città del gioiello", dove per gioiello si intende il Buddha di Smeraldo), nonché un lunghissimo nome cerimoniale, in seguito leggermente modificato dal re Rama IV, la cui abbreviazione è il nome thailandese ufficiale odierno della città: Khrung Thep Maha Nakhon (la grande città degli angeli). In Thailandia ed in Laos è conosciuta più semplicemente con il nome di Khrung Thep (La città degli angeli). In occidente si è continuato a chiamarla Bangkok.
I lavori di costruzione della nuova capitale furono imponenti, il Grande Palazzo Reale e l'adiacente cappella reale Wat Phra Kaew che ospitava il Buddha di Smeraldo, furono inaugurati nel 1785 il giorno dell'incoronazione di Rama I. Nelle vicinanze fu costruito il Palazzo Davanti, residenza dell'erede al trono, che fu assegnata dal re al fratello Bunma, nominato anche Somdet Phra Bawornrajchao Maha Sura Singhanat, titolo equivalente a quello di duca.

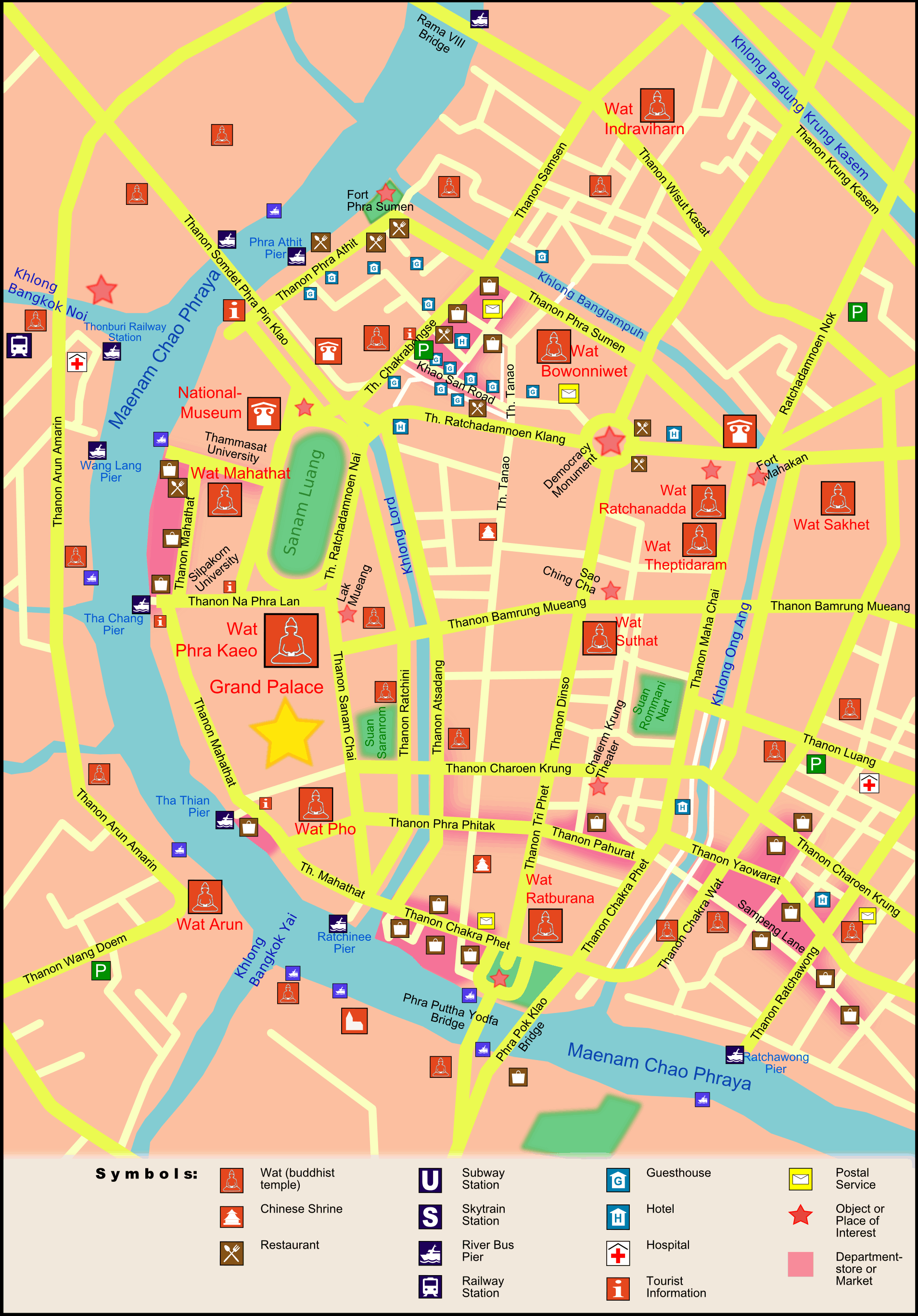
Mappa odierna dell' isola di Rattanakosin (centro storico di Bangkok)

La città confinava ad ovest ed a sud con un'ansa del fiume Chao Phraya, a nord ed a est fu scavato un canale che si congiungeva alle due estremità con il fiume stesso, formando così un'isola difficilmente attaccabile, tuttora conosciuta come isola di Rattanakosin e centro storico di Bangkok.
Durante il suo regno furono numerose le guerre con la Birmania, la più grande delle quali fu la prima, conosciuta in Thailandia come la guerra dei nove eserciti, tante furono le armate con cui il nuovo re birmano Bodawpaya attaccò nel 1785. Tutte le armate furono sconfitte ed il Siam rafforzò i suoi confini meridionali e settentrionali. Bodawpaya non si diede per vinto e continuò anche negli anni successivi a tentare di sottomettere il Siam. In totale le guerre siamesi-birmane furono sei durante il regno di Rama I. Due di queste furono tentativi siamesi falliti di annettersi province meridionali birmane. Con queste campagne Rama I riuscì ad ottenere il controllo a nord di tutte le 57 province del regno vassallo Lanna, molte delle quali erano state per secoli sotto la dominazione birmana, alcune di queste province erano territori shan. I sultanati settentrionali malesi di Kedah, Perlis, Kelantan e Trengganu, impressionati dalle vittorie siamesi, si sottomisero e i loro territori divennero stati vassalli.
In Vietnam del sud una rivolta guidata dai fratelli Tây Sơn aveva spodestato la famiglia regnante Nguyễn. Un sopravvissuto, Nguyễn Ánh, chiese l'intervento siamese e Rama I inviò un'armata che conquistò alcune province vietnamite ai confini con la Cambogia, ma fu sgominata nel suo tentativo di arrivare alla capitale Saigon. I siamesi dovettero ritirarsi ma conservarono il controllo delle province occupate. In seguito Nguyễn Ánh sarebbe riuscito nel suo intento con l'aiuto dei francesi, ed oltre che riconquistare i suoi territori avrebbe unificato l'intero Vietnam divenendone imperatore col nome di Gia Long nel 1802. La Cambogia, che Rama I aveva conquistato come generale di Taksin, rimase vassallo del Siam fino al 1807, quando il nuovo re Ang Chan II decise di sottomettersi al vietnamita Gia Long, e l'ormai vecchio Rama I non ebbe il tempo di riconquistarla.
Nei suoi ventisette anni di regno Rama I si dimostrò un eccellente governatore riorganizzando l'assetto amministrativo e territoriale del paese. Ricostruì le varie città, ristrutturò le fortezze e promosse l'economia con saggi provvedimenti e favorendo, al pari del suo predecessore Taksin, l'immigrazione cinese. Riformò le leggi dello Stato ed il canone buddhista. Promosse molte iniziative anche in campo artistico e letterario.
Nel 1803 il fratello Bunma morì e fu nominato erede al trono il figlio di Rama I Chim, detto principe Isarasundhorn, che succedette al padre alla sua morte il 7 settembre 1809.

### Rama II (Regnò dal 1809 al 1824)

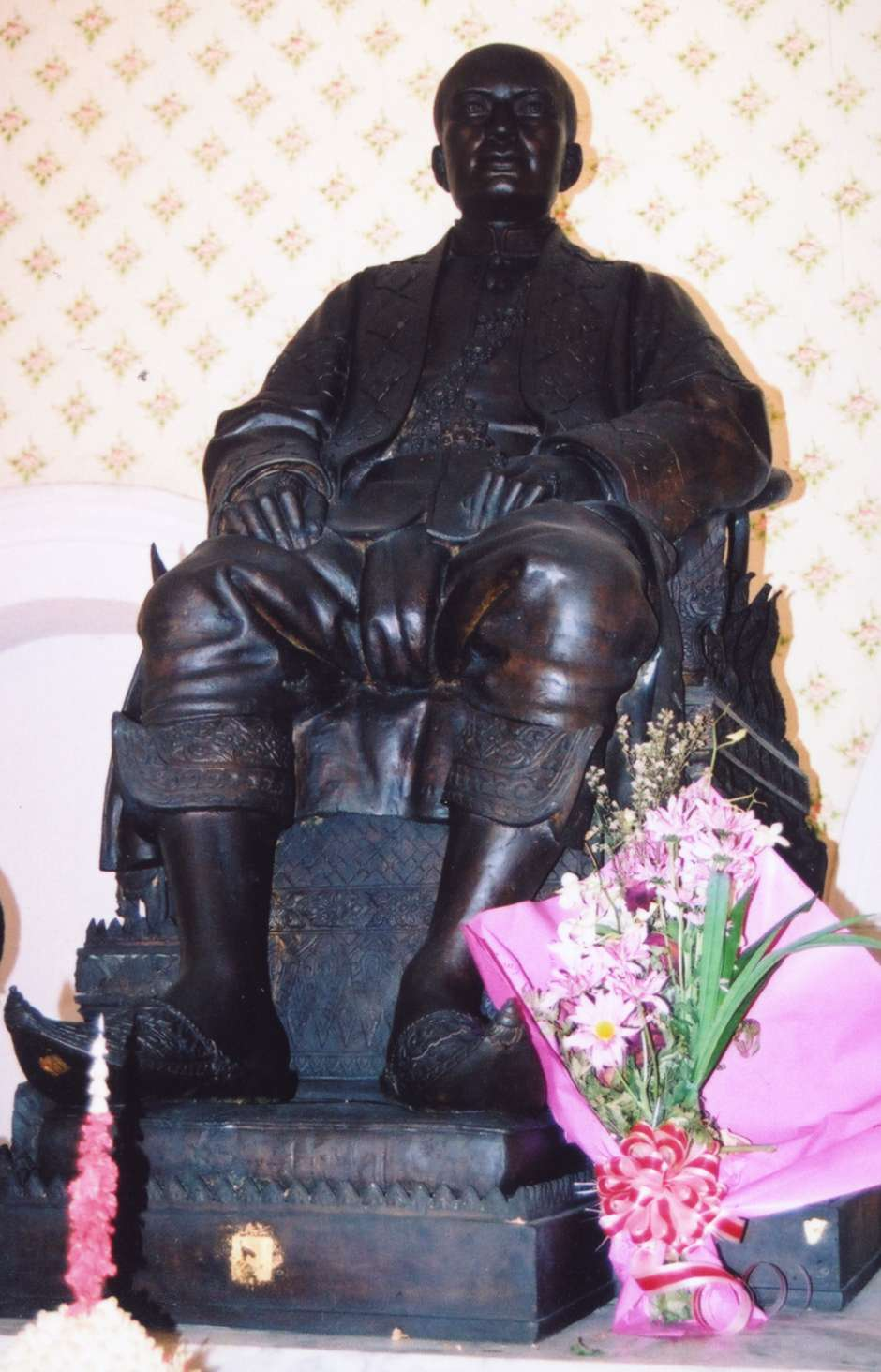
Statua di Rama II nel Wat Phra Samut Chedi, a Samut Prakan

Il secondo monarca del regno di Rattanakosin era figlio di Rama I e nacque a Samut Songkram con il nome Chim nel 1767, pochi giorni prima della capitolazione di Ayutthaya. Fu elevato al rango di principe Isarasundhorn quando Rama I divenne monarca e fu acclamato a sua volta re all'età di 49 anni il giorno della morte del padre. Mantenne il nome Isarasundhorn e avrebbe a sua volta ottenuto i nomi reali di Buddha Loetla Nabhalai e Rama II dopo la morte.
In confronto ai regni dei precedenti monarchi, il suo fu abbastanza pacifico e le guerre furono poche, fu dato invece grande impulso all'organizzazione amministrativa, all'educazione scolastica, agli scambi commerciali e alle arti, in particolare alla letteratura, il re stesso fu un famoso poeta e scultore e il suo periodo fu conosciuto come l'"Età d'Oro della Letteratura di Rattanakosin". L'immigrazione di commercianti e manodopera qualificata cinese raggiunse l'apice durante il suo regno.. In campo diplomatico decise di ricucire i rapporti del Siam con l'occidente dopo 130 anni di totale chiusura. Il primo consolato europeo ad aprire a Bangkok fu quello portoghese nel 1820. La marina militare britannica, dopo l'acquisizione di Penang e di Singapore, era diventata la più potente nel sud-est asiatico. Rama II, intuendo gli sviluppi che questo avrebbe comportato, strinse buoni rapporti diplomatici con la compagnia Britannica delle Indie Orientali.
Il suo regno fu subito turbato nel 1809 dalla rivolta del nipote, il principe Kasatranuchit, che proclamava i suoi diritti al trono in quanto figlio della sorella di Rama II e di re Taksin. Il re incaricò allora suo figlio Tub di soffocare la ribellione. In breve tempo questi portò a termine il compito assegnatogli, e fece giustiziare Kasatranuchit e i suoi parenti, guadagnandosi la stima del re ed il titolo di Krom Muen Jessadabodindra. Tub sarebbe in seguito divenuto il suo successore Rama III.
Sempre nel 1809 re Bodawpaya di Birmania cercò di approfittare della morte di Rama I e dell'inesperienza del nuovo sovrano, attaccando il sud del Paese. Le sue armate occuparono Thalang, nell'odierna isola di Phuket nel sud, radendola al suolo, ma furono cacciati dalla reazione siamese capeggiata dal fratello di Rama II e suo erede al trono Maha Senanurak. I birmani non desisterono e negli anni successivi tornarono ad occupare l'isola altre volte, forse attratti dalle ricche miniere di stagno che vi si trovavano. Alla fine tutti gli attacchi birmani a Phuket furono respinti, ma per ripopolarla e risollevarne l'economia ci sarebbero voluti diversi anni.

La nuova bandiera del regno introdotta da Rama II dopo che aveva ricevuto in regalo 3 elefanti bianchi, animali sacri e simboli regali nel sudest asiatico

Furono questi gli ultimi tentativi di invasione del suolo siamese da parte della Birmania, che in seguito continuò invece l'espansione verso ovest, andando a ledere gli interessi dell'Impero britannico in India. Ne risultarono una serie di guerre che la indebolirono fino a quando, nel 1886, fu colonizzata dai britannici che ne fecero una provincia indiana.
Nel 1811 Isarasundhorn appoggiò la rivolta di Ang Sguon, fratello del filo-vietnamita re di Cambogia Ang Chan II, spedendo un esercito che occupò il paese e costrinse il re a fuggire a Saigon. Nel 1813 l'imperatore vietnamita Gia long rispose inviando a sua volta un'armata che riuscì a cacciare i siamesi e Ang Sguon a Battambang, e a reinstallare Ang Chan II sul trono della capitale Oudong. I siamesi rinunciarono alla riconquista del paese ma invasero e si annetterono diverse province della Cambogia del nord.
Rama II rafforzò i confini con la Malaysia nel 1821, quando l'inquieto sultanato vassallo di Kedah fu sottomesso e suddiviso in quattro zone a capo delle quali furono messi dei Raja scelti dai siamesi, il sultano riparò a Penang, che lui stesso aveva svenduto ai britannici nel 1795, da dove tramò per riconquistare i suoi territori. Fu attaccato, ma senza successo, anche il sultanato di Perak, che riuscì a prevalere grazie agli aiuti di altri sultanati malesi.
il 21 luglio 1824 re Rama II si spense all'età di 57 anni. Nel 1817 era morto il fratello Maha Senanurak, suo erede al trono col titolo di Palazzo Davanti, ed il titolo era rimasto vacante. Secondo la legge di successione allora in vigore, il trono sarebbe dovuto spettare al principe Mongkut, ma l'aristocrazia siamese decise di assegnarlo a Jessadabodindra, sia per l'età eccessivamente giovane del primo (vent'anni), sia per la grande esperienza che aveva maturato il secondo negli affari di stato nonché per la sua forte personalità. Jessadabodindra divenne re col nome di Rama III. In seguito, nel 1851, Mongkut gli sarebbe succeduto al trono col nome di Rama IV

### Rama III (Regnò dal 1824 al 1851)

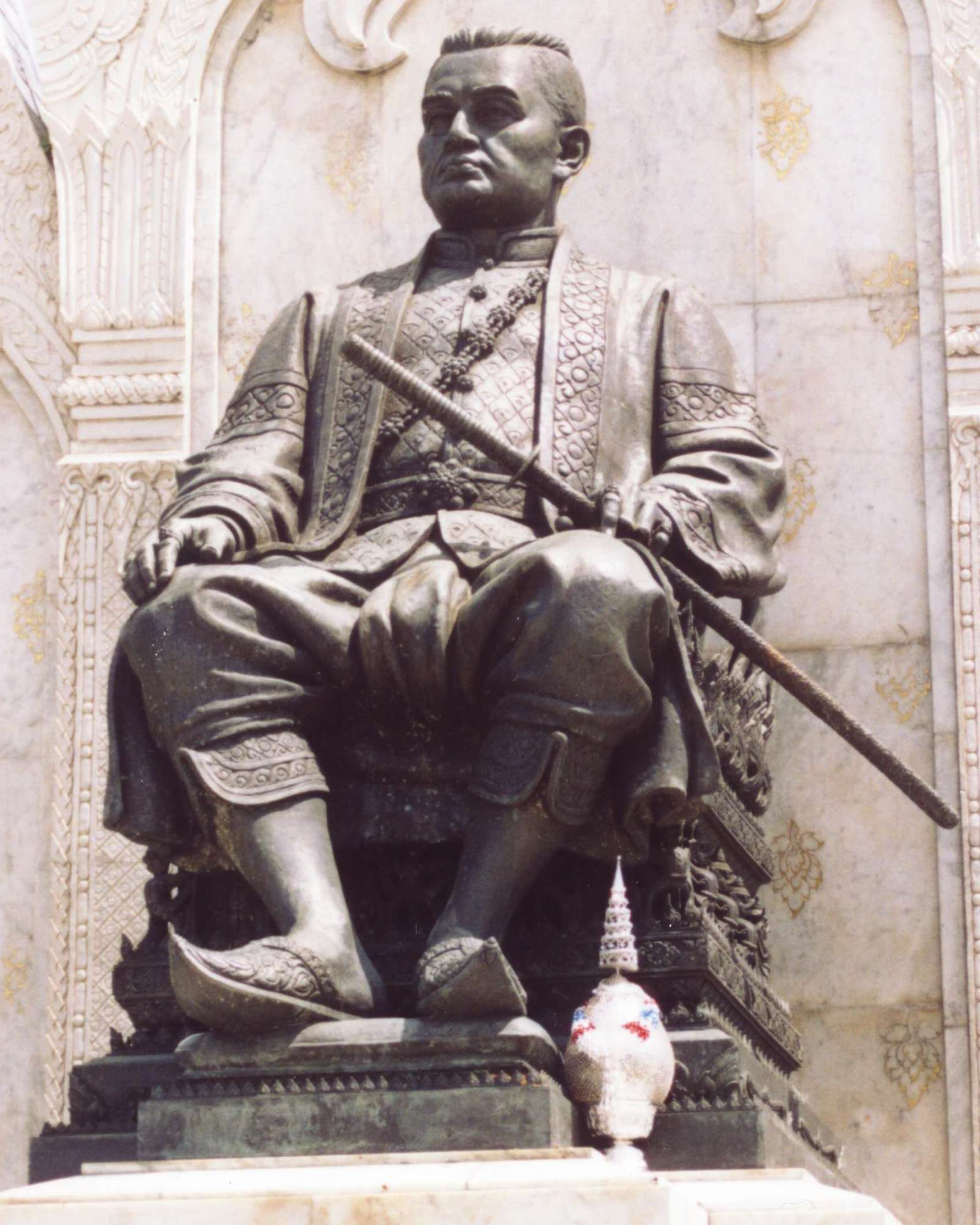
Statua di Rama III in Thanon Ratchadamnoen Klang a Bangkok

Re Jessadabodindra nacque a Bangkok nel 1788 col nome di principe Tub. Era figlio del Re Loetla Nabhalai e della sua concubina Chao Chom Manda Riam. Con la sua ascesa al trono venne inaugurato il nuovo sistema di denominazione dinastica: il sovrano assunse il nome di Rama III, stabilendo per i suoi predecessori i nomi postumi di Rama I e Rama II. Fu conosciuto anche come re Nang Klao. Durante il suo regno le potenze occidentali diventarono una seria minaccia per il sudest asiatico, e ciò influenzò la politica estera di Rama III e dei suoi successori.
Appena fu eletto re nel 1824, fiancheggiò i britannici nella prima guerra anglo-birmana, al termine della quale ottenne il riconoscimento britannico della supremazia del Siam sui sultanati della Malaysia settentrionale di Kedah, Kelantan, Perlis e Terengganu. Incrementò il commercio con la Cina, come i suoi predecessori favorì l'immigrazione cinese e rafforzò i rapporti diplomatici con la corte imperiale. Nella politica interna preparò il terreno delle riforme al suo successore Mongkut. Durante il suo regno furono introdotti l'uso della stampa per la lingua siamese e le prime vaccinazioni. Fu un fervente religioso, fece costruire e rinnovare numerosi templi.
Nel 1825 il vassallo laotiano Anuvong del Regno di Vientiane si ribellò e capeggiò un esercito che invase il nordest del paese giungendo sino a Korat. Qui fu respinto e i siamesi lo inseguirono fino a Vientiane che fu rasa al suolo. Il re ribelle si rifugiò in Vietnam, dove ricevette aiuti e tornò in Laos con un'armata che fu sconfitta. Anouvong fu catturato e ucciso nel 1829, il Regno di Vientiane venne annesso al Siam e la sua capitale fu rasa al suolo. Centinaia di migliaia di laotiani furono deportati a popolare vaste aree dell'Altopiano di Korat, che costituisce oggi la Thailandia del Nordest.
Con la vittoriosa conclusione della prima guerra anglo-birmana, l'impero britannico nel 1826 aveva conquistato la parte meridionale della Birmania, inoltre aveva incrementato la sua espansione in Malaysia, ed era quindi diventato un vicino pericoloso. Intuendo che sarebbe stato disastroso intraprendere una guerra, Rama III concluse con la compagnia Britannica delle Indie Orientali il trattato Burney, che definiva le competenze territoriali sui sultanati alla frontiera thai siamese ed apriva ai commerci dei britannici su tali territori.
Nel 1833 il ribelle vietnamita Lê Văn Khôi chiese ed ottenne l'aiuto siamese per rovesciare l'imperatore del suo paese. Le truppe di Rama III sulla via di Saigon riconquistarono la Cambogia, ma in Vietnam furono respinte. Nel 1845 i vietnamiti ripresero Phnom Penh in Cambogia ma non la capitale Oudong che rimase in mano ai siamesi. Si arrivò così all'accordo del 1847, con cui le due potenze firmarono la pace e al trono di Cambogia ascese Ang Duong che si impegnò a riconoscersi vassallo e a pagare i tributi ad entrambi i regni. Rama III morì il 2 aprile 1851 senza aver nominato un successore, ed i nobili siamesi assegnarono il trono al suo fratellastro Mongkut.

### Rama IV (Regnò dal 1851 al 1868)

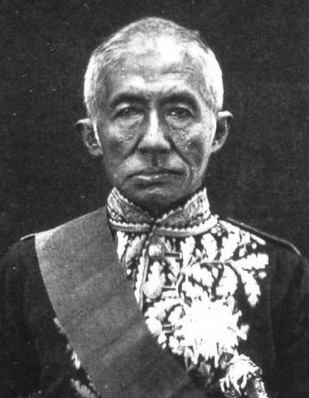
fotoritratto di re Mongkut

Re Mongkut nacque a Bangkok nel 1804 ed era figlio di re Rama II e della regina Sri Suriyendra, alla morte del padre accettò che il fratellastro Jessadabodindra, figlio del re e della concubina Chao Chom Riam, divenisse monarca e, senza creare polemiche, si ritirò a vita monastica. Rimase monaco per 27 anni, fino al momento in cui divenne re col nome di Phra Chom Klao Chao Yu Hua, ma tutti continuarono a chiamarlo Mongkut o Rama IV. Quando salì al trono nominò suo successore, viceré e Palazzo Davanti il fratello Chutamani conferendogli pari dignità ed il titolo di re Pinklao. Fu la prima volta che l'istituto del Palazzo Davanti arrivò a tanto potere.

La nuova bandiera introdotta da Rama IV fu la prima bandiera ufficiale del paese; le precedenti erano usate come insegne navali. Decretò che venisse utilizzata anche dalle imbarcazioni private, che fino ad allora avevano usato la vecchia bandiera monocolore rossa del Regno di Ayutthaya, non distinguibile come bandiera del paese da altre che si trovavano nei porti internazionali

In quegli anni l'influenza dell'impero britannico e della Francia nel sudest asiatico era cresciuta a dismisura, con la sua accorta diplomazia Rama IV fece del Siam l'unico Stato della regione a non essere colonizzato. Riuscì in questo intento con l'appoggio dei britannici ai quali però dovette fare diverse concessioni. Il trattato Bowring firmato nel 1855 con il rappresentante britannico, rispetto al trattato Burney firmato da Rama III, aprì ulteriormente le porte al libero commercio in Siam, da una parte le imposte statali per le importazioni e le esportazioni furono quasi azzerate, ma dall'altra il volume degli scambi divenne imponente e contribuì ad arricchire il paese. Visto il declino della Cina Rama IV cessò di inviare rappresentanze diplomatiche alla corte imperiale.
Dall'occidente arrivarono altre scoperte scientifiche, il monarca le fece proprie e le diffuse, guadagnandosi l'epiteto di Padre della Scienza e della Tecnologia in Siam. Fu uno studioso di astronomia ed un insigne letterato e linguista: parlava perfettamente l'inglese e conosceva anche il francese ed il latino. Fu tollerante con le altre religioni favorendo la costruzione di chiese e ricevendo amabilmente a corte i prelati.
Le esperienze vissute negli anni da monaco gli fecero maturare la decisione di riformare la religione di Stato, il Buddhismo Theravada, ed istituì a tale scopo un nuovo ordine di monaci chiamato Dhammayuttika Nikaya.
Le guerre durante il suo regno furono poche, sono da segnalare solo due infruttuose campagne per sottomettere a nord lo Stato Shan. Nel 1859 i francesi occuparono Saigon e proseguirono l'infiltrazione facendo del Vietnam del sud e delle province orientali cambogiane un loro protettorato. Rama IV dovette accettare la colonizzazione francese dei due terzi della Cambogia ed in cambio ottenne il riconoscimento francese del possesso siamese delle province orientali della Cambogia stessa.
Rama IV morì il 1º ottobre 1868, dopo aver contratto la malaria. Il suo erede designato al trono, re Pinklao, morì due anni prima, gli succedette così il figlio principe Chulalongkorn.

### Rama V (Regnò dal 1868 al 1910)

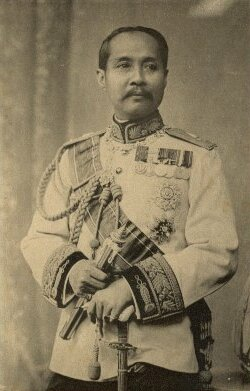
fotoritratto di re Chulalongkorn

Rama V, il quinto monarca della dinastia Chakri, nacque a Bangkok il 20 settembre 1853. L'aristocrazia di corte lo nominò re alla morte del padre Rama IV col nome di Phra Chunla Chom Klao Chao Yu Hua, ma tutti continuarono a chiamarlo re Chulalongkorn. Salì al trono appena quindicenne, e fino a quando raggiunse la maggiore età nel 1873 il regno venne affidato ad un reggente. Fu ed è tuttora venerato dai thailandesi per il suo operato che gli valse l'epiteto di Phra Piya Maharat, il grande ed amato re. Al pari del padre fu molto influenzato dall'occidente e nelle sue riforme si ispirò ai modelli europei, soprattutto a quello britannico. Furono riformati il governo, gli enti locali e l'esercito, e furono istituiti il dipartimento dell'educazione, quello della salute pubblica e quello dell'irrigazione. Nel 1896 fu inaugurata la prima ferrovia siamese che copriva la tratta Bangkok-Ayutthaya. Nel 1899 fu fondata la scuola per l'addestramento degli ufficiali civili in seguito ribattezzata università Chulalongkorn, il primo ateneo siamese. Queste ed innumerevoli altre innovazioni trasformarono il Siam in uno Stato moderno.
Con la sua investitura reale, il titolo di Palazzo Davanti, viceré ed erede al trono passò al figlio di Pinklao, il principe Vichaichan, che si trovò tra le mani un immenso potere. Se i rapporti tra Rama IV e Pinklao furono ottimi, quelli tra Rama V e Vichaichan furono sin dall'inizio problematici. Per arginare la dilagante influenza dell'aristocrazia, Rama V cercò subito di accentrare i poteri nelle sue mani: la sua prima legge prevedeva che le entrate fiscali fossero tutte poste sotto il suo controllo, fino ad allora un terzo delle entrate era appannaggio del Palazzo Davanti ed il resto era controllato dal monarca e dagli aristocratici; un'altra legge prevedeva che il potere legislativo, fino ad allora controllato dal consiglio di Stato, formato da rappresentanti della monarchia e dei nobili, fosse competenza di un nuovo consiglio, i cui rappresentanti sarebbero stati nominati esclusivamente dal re, sul modello del Consiglio privato britannico. Queste leggi scatenarono le ire del "Palazzo Davanti" e della nobiltà, che si vedevano privati del potere e di immense entrate. Si arrivò così, nel 1874 alla "crisi del Palazzo Davanti", che portò alla "de facto" esautorazione di Vichaichan, questi e gli aristocratici dovettero piegarsi alle leggi di quello che si stava rivelando un monarca con fortissimi attributi.
Un'altra storica riforma di Rama V nel campo della politica interna fu l'abolizione della schiavitù.
In politica estera Rama V dovette fare moltissime concessioni alle superpotenze francesi e britanniche, ma fu l'unico modo per salvaguardare l'indipendenza. Con la conquista di Hanoi del 1885 i francesi completarono la conquista del Vietnam ed istituirono la colonia chiamata Indocina francese, che nel 1887 comprendeva il Vietnam e le province orientali cambogiane.
Nel 1886 la Birmania, al termine della terza guerra anglo-birmana, fu assoggettata dai britannici che ne fecero una colonia.
Nel 1880 i siamesi occuparono dei territori situati in una zona a cavallo tra le frontiere settentrionali del Laos e del Vietnam, nelle vicinanze di Dien Bien Phu, dove si era asserragliata una grossa banda di cinesi chiamata l'esercito della bandiera nera che da anni compiva scorribande nel regno vassallo laosiano di Luang Prabang. Vi erano stanziati i tai dam (tai neri), un popolo di etnia thai e il possedimento fu chiamato dai siamesi sipsong chao thai (dodici municipalità Tai). Queste zone facevano parte del Vietnam del nord che sarebbe stato assoggettato dai francesi 5 anni dopo. Furono i primi territori che il Siam dovette cedere ai francesi; quando questi li reclamarono, nel 1888, le truppe di Bangkok si ritirarono senza combattere.
In seguito i francesi sostennero che il Laos era storicamente un territorio soggetto all'amministrazione vietnamita. Al termine di una lunga disputa, nel 1893 navi da guerra francesi ormeggiarono a Bangkok, minacciando di bombardarla se non fossero stati ceduti all'Indocina francese tutti i territori dei regni vassalli laosiani ad est del Mekong. Rama V si appellò ai britannici e questi firmarono un accordo con la Francia che garantiva l'indipendenza del Siam, in cambio Rama V dovette concedere quei territori ai francesi ed i territori settentrionali Shan ai britannici per la loro intercessione nella disputa. Fu un'immensa delusione per Rama V, da sempre grande ammiratore della corona britannica. Si era illuso che l'appoggio siamese nella conquista della Birmania da parte dei britannici fosse considerato un'alleanza, ma questi dimostrarono che erano unicamente interessati a coltivare i propri interessi espansionistici. In seguito ulteriori pressioni dei francesi portarono il re nel 1904 a cedere vasti territori ad ovest del Mekong nel nord-est (nella zona di Luang Prabang) e nell'est (nella zona di Champasak) del paese. Nel 1907 dovette infine lasciare ai francesi anche le province della Cambogia occidentale, che erano tributarie del Siam. A loro volta i britannici chiesero ed ottennero nel 1909 la sovranità sui sultanati vassali malesi di Kedah, Kelantan, Perlis e Terengganu. Con questi trattati furono fissati i confini definitivi che tuttora delimitano la Thailandia.
Rama V, dopo aver abolito l'istituzione del Palazzo Davanti, aveva emanato una legge che prevedeva la successione al trono del primogenito maschio. Quindi alla sua morte, avvenuta il 23 ottobre 1910, salì al trono il figlio, principe Vajiravudh.

### Rama VI (Regnò dal 1910 al 1925)

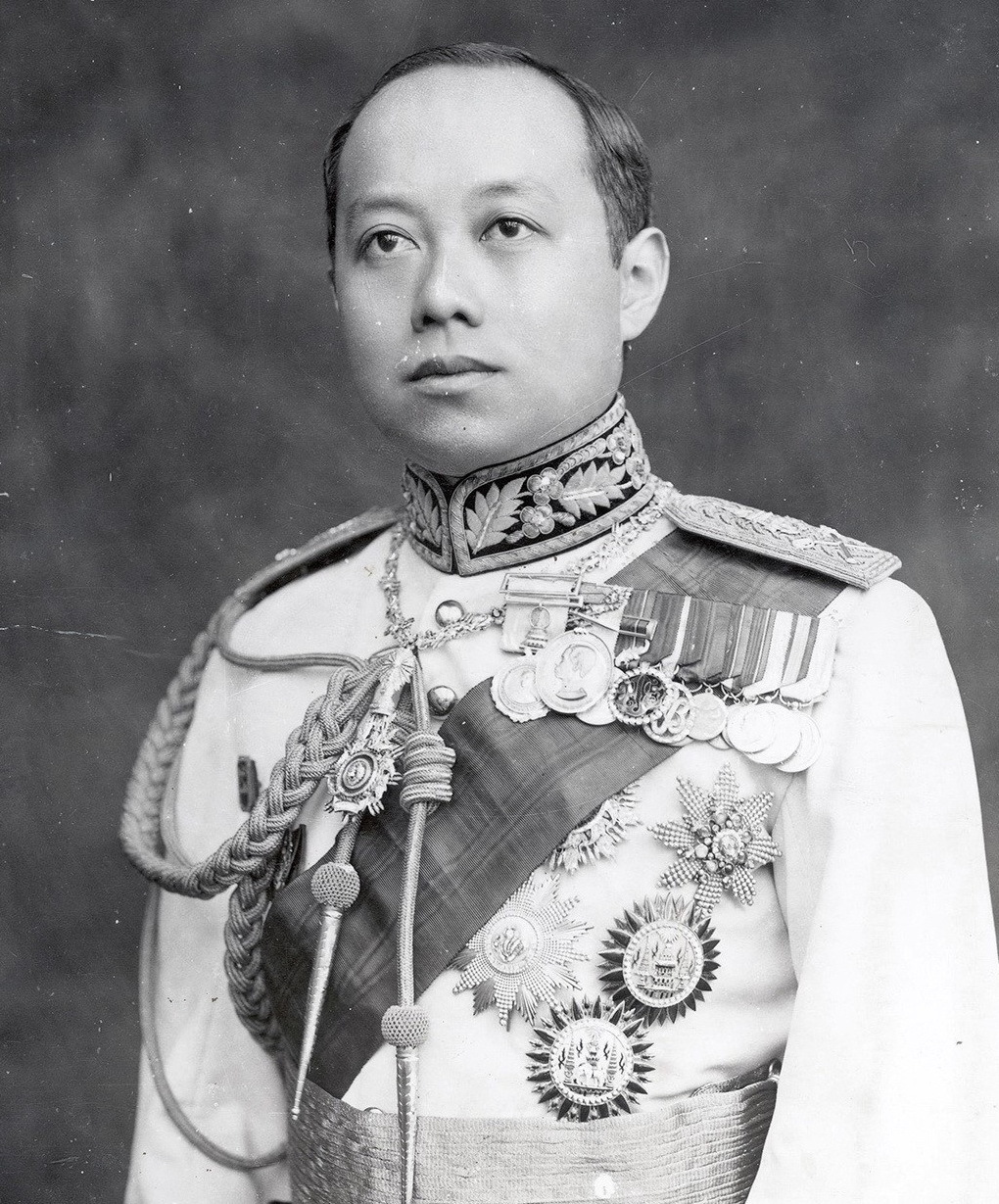
fotoritratto di re Vajiravudh

Il sesto monarca della dinastia Chakri, Rama VI, nacque a Bangkok il 1º gennaio 1881, era il secondogenito di Rama V, ma il fratello maggiore morì nel 1894. Fu così che alla morte del padre ascese al trono il 23 ottobre 1910 col nome regale di Phra Bat Somdet Phra Ramathibodi Si Sintharamaha Vajiravudh Phra Mongkut Klao Chao Yu Hua, ma è conosciuto con il nome di re Vajiravudh. All'età di 11 anni si trasferì in Inghilterra per continuare gli studi. Tornò in Siam nel 1902.
Il suo regno fu all'insegna della pace, i grandi ribaltamenti occorsi durante i regni dei precedenti sovrani si erano sedimentati, la Francia e l'Impero Britannico si erano accontentati delle conquiste operate nella regione e non ci furono guerre. Rama VI continuò la modernizzazione cominciata dal padre: tra le tante iniziative vanno ricordate la riforma dell'esercito, l'ingrandimento della rete ferroviaria, la costruzione a Bangkok dell'aeroporto Don Mueang (il primo del Siam) e il nuovo impulso dato all'educazione scolastica. Constatata una crescente corruzione nelle amministrazioni provinciali, decise di affiancare ai locali governatori dei viceré di sua nomina.
Il re fu un valente letterato e pubblicò diverse traduzioni, tra le quali opere di Shakespeare e di Agatha Christie, ma scrisse anche opere proprie nelle quali risultarono evidenti le sue idee nazionalistiche, soprattutto in funzione anti-cinese.

La Trairanga (ตรรงค์, letteralmente: tricolore) bandiera del paese introdotta da Rama VI nel 1917, che tuttora rappresenta la Thailandia

I grandi sforzi degli ultimi decenni per ammodernare il paese avevano creato un grande indebitamento del Siam e molte furono le critiche per le nuove spese. Inoltre l'istituzione di un gruppo paramilitare interamente controllato dal re per il mantenimento dell'ordine pubblico provocò gelosie nelle alte sfere delle forze armate, si arrivò così alla rivolta di palazzo del 1912, in cui giovani ufficiali dell'esercito furono scoperti poco prima di effettuare un colpo di Stato. Fu questo il primo tentativo nel Siam di ribaltare la monarchia.
Allo scoppio della prima guerra mondiale il Siam dapprima si dichiarò neutrale, ma nel 1917 entrò ufficialmente in guerra nel a fianco degli Alleati contro gli Imperi Centrali ed inviò delle truppe che però arrivarono in Europa quando il conflitto volgeva ormai al termine. Questo permise a Rama VI di sedersi al tavolo dei vincitori ed ottenere la revisione del trattati del secolo precedente imposti dalle potenze occidentali. La partecipazione alla guerra diede slancio al nazionalismo siamese, di cui Rama VI si fece portabandiera.
I problemi economici del già indebitato Siam si acuirono con la crisi economica mondiale che seguì la guerra, per continuare la sua politica di modernizzazione Rama VI fu costretto a chiedere nuovi prestiti ai britannici e ad imporre nuove tasse ai suoi sudditi. Ciò generò malcontento ed anche una rivolta a Pattani che fu soffocata dall'esercito.
Nel 1924, Vajiravudh promulgò la legge di successione al trono, che, malgrado alcune modifiche apportate, è tuttora in vigore. Secondo la legge il trono andrebbe assegnato ai figli e ai nipoti (figli dei figli) primogeniti maschi. Nel caso non vi fossero eredi maschi spetterebbe invece al maggiore dei fratelli del sovrano (che non fosse un fratellastro).
Rama VI morì il 25 novembre 1925, solo due ore dopo che era nata la sua unica figlia. Non avendo eredi maschi il trono passò quindi al fratello, il principe Prajadhipok.

### Rama VII (Regno di Rattanakosin dal 1925 al 1932 e regno costituzionale del Siam dal 1932 al 1935)

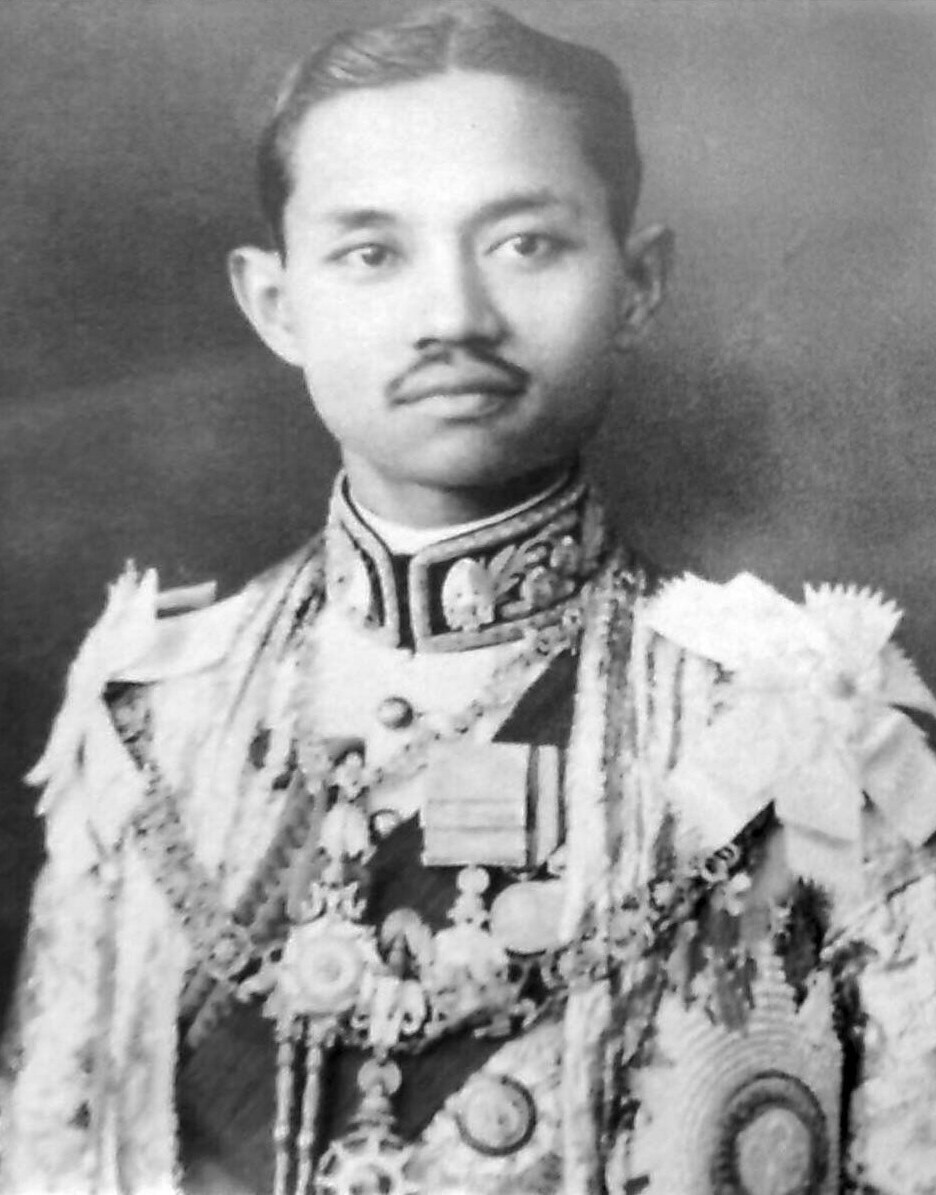
Fotoritratto di re Prajadhipok

Rama VII fu il settimo monarca della dinastia Chakri e il settimo ed ultimo del regno di Rattanakosin. Nacque a Bangkok l'8 novembre 1893 con il nome di principe Prajadhipok, era l'ultimo dei nove figli che re Chulalongkorn ebbe dalla regina Saovabha Bongsri e uno dei 77 figli che il re ebbe in totale. Anch'egli al pari del fratello maggiore (il re Vajiravudh) fu educato in Inghilterra dove fu mandato nel 1906. Dopo gli studi ottenne la nomina di ufficiale nella Royal Horse Artillery dell'Esercito britannico. Nel 1910 morì suo padre e Vajiravudh salì al trono. Allo scoppio della prima guerra mondiale, con la dichiarazione di neutralità del Siam e con l'entrata in guerra dei britannici, fu richiamato in patria. Una volta tornato divenne un alto ufficiale dell'esercito. Nel 1917 fu ordinato monaco secondo il costume thailandese tuttora in voga. Nel 1918 sposò l'amica d'infanzia e cugina Rambhai Barni.
Re Vajiravudh non aveva avuto figli maschi, erano inoltre deceduti tutti gli altri suoi fratelli, figli di Rama V e della regina Saovabha Bongsri. Alla sua morte quindi il principe Phrajadhipok si trovò ad essere il legittimo erede al trono, al quale salì il 25 novembre 1925 come Phra Bat Somdet Phra Poramintharamaha Prajadhipok Phra Pok Klao Chao Yu Hua, detto anche re Prajadhipok.
Si dimostrò subito un monarca avveduto e cercò di ridurre il drammatico ammontare del debito estero accumulato durante il regno del fratello. Quest'ultimo inoltre aveva dato molto spazio all'aristocrazia e la monarchia aveva perduto molti dei privilegi ottenuti durante il regno di Rama V. Rama VII volle riprendere questi poteri e il suo primo atto da monarca fu la creazione del Consiglio Supremo dello Stato del Siam, che diventò il nuovo esecutivo soppiantando il Consiglio di stato. La nomina dei membri di questo nuovo istituto era di esclusiva competenza del monarca. Il Consiglio fu creato soprattutto per fronteggiare la crisi economica e furono decisi grandi tagli delle spese pubbliche e un aumento delle tasse. Nel 1926, prendendo spunto da analoghe amministrazioni europee e spronato dalle richieste di cambiamenti costituzionali, il re decise di concedere alle province la istituzione di nuove tasse locali e gestirle autonomamente. Fu un tentativo di aprire alla decentralizzazione del potere ed un timido abbozzo di democrazia, ma sia i nobili che la popolazione si sentirono più che altro danneggiati dalle conseguenze economiche delle nuove leggi. Inoltre i membri del Consiglio elessero alle più alte cariche dello Stato e dell'esercito i loro uomini più fidati, licenziando personaggi potenti che presero a meditare vendetta. Comunque la nuova amministrazione ed i grandi sacrifici diedero i loro frutti, il debito pubblico fu risanato nel giro di tre anni.
Non ci fu il tempo di gustarsi il risultato raggiunto, la grande depressione che seguì il crollo di Wall Street raggiunse e travolse l'economia siamese nei primi mesi del 1930. Il paese non era preparato e si crearono spaccature nel governo sui provvedimenti da prendere. Con l'andare del tempo la crisi si aggravò e nei primi mesi del 1932 il consiglio adottò severi provvedimenti tra i quali ci furono la riduzione degli effettivi dell'esercito e delle spese militari, nonché il decurtamento delle paghe degli impiegati statali. La decisione non fu unanime e le fratture in seno al Consiglio si acuirono. La grave crisi finanziaria, il governo spaccato e la rabbia del popolo per i provvedimenti che erano stati presi furono le principali cause dei drammatici avvenimenti degli anni successivi.

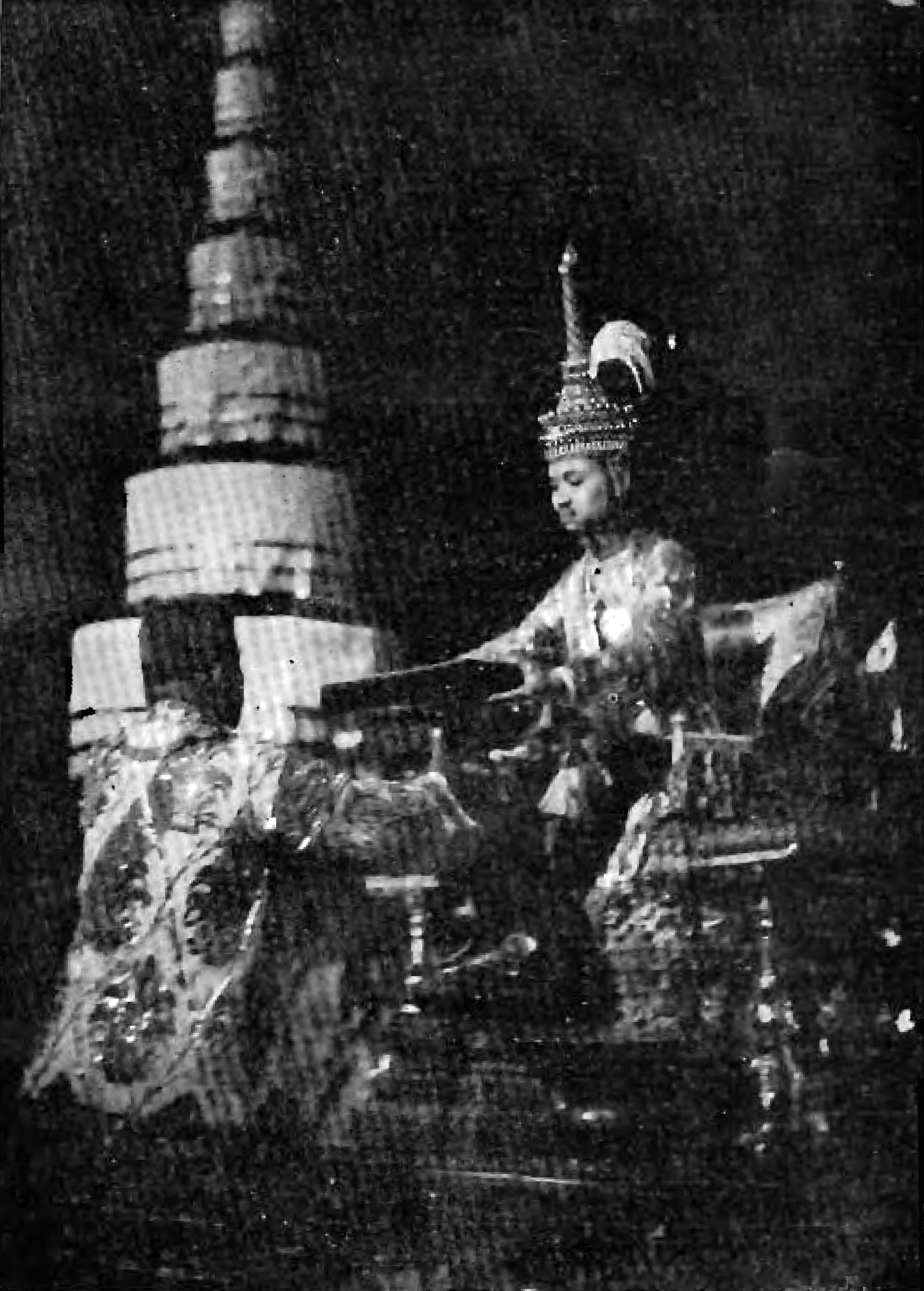
Re Prajadhipok firma la prima costituzione permanente del Siam il 10 dicembre 1932

Da qualche anno un gruppo di studenti e di ufficiali dell'esercito stavano tramando per trasformare la monarchia da assoluta a costituzionale e avevano fondato il Khana Ratsadon (Partito del Popolo). Approfittando del generale malcontento che stava dilagando, riuscirono a crearsi un grande seguito tra gli intellettuali e tra gli alti ufficiali delle forze armate. Organizzarono quella che è passata alla storia come la rivoluzione siamese del 1932, che in realtà fu un colpo di Stato. Ebbe luogo il 24 giugno del 1932 e si concluse senza alcuno spargimento di sangue.
Mentre il re si trovava nel Palazzo Klai Kangwon, residenza reale di Hua Hin nel sud del Paese, i rappresentanti del Partito del Popolo appoggiati da alcuni reparti delle forze armate occuparono all'alba il Grande Palazzo Reale di Bangkok. Contemporaneamente altri reparti chiusero gli uffici della posta e della radio per impedire il diffondersi della notizia. Furono messi agli arresti 40 tra i membri del Consiglio Supremo di Stato e gli ufficiali dell'esercito fedeli al monarca, vennero anche bloccate le caserme di Bangkok della guardia reale e della fanteria. Il manifesto che accompagnò l'azione chiedeva la concessione della costituzione da parte del re o, in alternativa, minacciava la destituzione del monarca e la proclamazione della repubblica.
Il re, subito avvisato da un ufficiale a lui fedele che era riuscito a fuggire, ritornò precipitosamente a Bangkok. Diede subito udienza agli organizzatori del colpo di Stato e comunicò loro che accettava la costituzione, l'idea di concedere la democrazia era infatti già nei suoi piani. Pochi mesi prima una sua proposta di costituzione era stata respinta dal Consiglio Supremo che riteneva la popolazione non ancora pronta alla democrazia.
La prima Costituzione provvisoria fu firmata il 27 giugno del 1932 e contemplava l'accettazione della monarchia, ma il re veniva esautorato da tutti i suoi poteri che passarono al comitato popolare (l'esecutivo) e all'assemblea popolare (il parlamento), entrambi nominati dal partito unico. Terminava così il Regno di Rattanakosin e la monarchia assoluta ed iniziava la monarchia costituzionale. Il consiglio supremo dello Stato venne disciolto ed il nome del paese rimase semplicemente Regno del Siam. Il sovrano non approvò la durezza di tale costituzione ma gliene fu promessa una nuova e, a garanzia di questo, il partito scelse un monarchico come primo ministro, l'avvocato Manopakorn Nititada, che fu incaricato di redigere una nuova costituzione che accontentasse tutti. Il 10 dicembre dello stesso anno fu promulgata la prima Costituzione permanente, che oltre a restituire al re alcuni poteri tra cui quello della concessione dell'indulto e quello della nomina del suo successore, tornava a definirlo sacro ed inviolabile. Le prime elezioni della storia del Siam furono programmate per l'ottobre del 1933.
Nell'aprile del 1933 una radicale riforma proposta da Pridi Banomyong, il leader dell'area liberal-socialista del partito, che tra le altre innovazioni prevedeva l'assegnazione di terre e sussidi ai contadini nonché l'istituzione di un ente di previdenza sociale in favore delle fasce più povere, fu bollata come comunista e respinta dal re e dal primo ministro, ed avendo trovato contraria anche l'ala conservatrice del parlamento, Pridi fu costretto all'esilio, il partito e la legislatura vennero disciolti e la costituzione sospesa. Nel giugno dello stesso anno un colpo di Stato organizzato dal generale Phot Phahonyothin, il leader dell'area militarista, ristabilì il partito, la legislatura e la costituzione e costrinse Manopakorn Nititada all'esilio. Pridi fu richiamato in patria. Truppe fedeli al monarca si ribellarono e marciarono su Bangkok ma dopo duri combattimenti furono disperse. Malgrado il re si fosse dichiarato estraneo a questa rivolta, i suoi rapporti con il partito del popolo si erano ormai deteriorati. Alcuni cambiamenti operati dal nuovo governo furono criticati dal re che propose di sottomettere tali cambiamenti al giudizio del popolo tramite un referendum. La proposta fu respinta ed il re fu deluso dal comportamento anti-democratico del partito. Intraprese un viaggio in Europa per curarsi e dall'Inghilterra minacciò l'abdicazione se non fossero state accolte le sue richieste.
All'ennesimo rifiuto decise di stabilirsi definitivamente in Gran Bretagna, da dove il 2 marzo 1935 abdicò. Non tornò mai più in Siam e il 30 maggio 1941 morì nella sua casa nel Surrey vicino a Londra. Nel 1939 i nazionalisti del dittatore Plaek Pibulsonggram, uno degli organizzatori del colpo di Stato del 1932, imposero il nome Thailandia al posto di Siam, che era un termine di derivazione cinese malvisto dal governo nazionalista.